# SN 2005kh
SN 2005kh – supernowa typu II odkryta 17 listopada 2005 roku w galaktyce NGC 3094. W momencie odkrycia miała maksymalną jasność 18,70m.